# Обручне
Обручне (словац. Obručné) — село в Словаччині, Старолюбовняському окрузі Пряшівського краю. Розташоване в північно-східній частині Словаччини на північних схилах Чергівських гір при кордоні з Польщею.
Вперше згадується у 1636 році.
В селі є греко-католицька церква св. Деметрія з 1892 року в стилі неокласицизму.

## Населення
| Рік:            | 1994. | 2004.    | 2014.    | 2024.   |
| --------------- | ----- | -------- | -------- | ------- |
| Кількість осіб: | 72    | 52       | 34       | 33      |
| Різниця:        |       | -27,77 % | -34,61 % | -2,94 % |

| Рік:            | 2023. | 2024. |
| --------------- | ----- | ----- |
| Кількість осіб: | 33    | 33    |
| Різниця:        |       | +0 %  |

В селі проживає 42 осіб.
Національний склад населення (за даними останнього перепису населення — 2001 року):
- словаки — 81,25 %
- русини — 17,19 %
- українці — 1,56 %

Склад населення за приналежністю до релігії станом на 2001 рік:
- греко-католики — 93,75 %,
- римо-католики — 1,56 %,
- не вважають себе віруючими або не належать до жодної вищезгаданої церкви- 4,69 %